# Nguyễn Kim Cúc
Nguyễn Kim Cúc (sinh 1952) là đại biểu Quốc hội Việt Nam khóa 11, thuộc đoàn đại biểu Long An.